# بيل فريزر (مدرب كرة سلة)
بيل فريزر (بالإنجليزية: B. Frasier)‏ هو مدرب كرة سلة أمريكي، ولد في 5 مايو 1908، وتوفي في 31 مارس 2000.